# Pietà (Sebastiano del Piombo Madrid)
La Pietà è un dipinto a olio su ardesia (124x111 cm) di Sebastiano del Piombo, databile al 1533-1539 circa e conservato nel Museo del Prado di Madrid nel deposito della casa ducale Medinaceli. 

## Storia
Nel 1533 il pittore Sebastiano del Piombo ricevette da Ferrante I Gonzaga la richiesta di eseguire un'opera per Francisco de los Cobos y Molina, allora segretario e consigliere di Stato di Carlo V, durante il suo secondo soggiorno in Italia. Il motivo per Los Cobos era di erigere una cappella funeraria a Úbeda, con il dipinto all'interno, che ora è la Sacra Capilla del Salvador.
Per la realizzazione dell'opera, Sebastiano chiese aiuto a Michelangelo con i modelli dei personaggi, in particolare Gesù Cristo morto, e secondo diversi si sarebbe ispirato allo stesso tempo alla Pietà vaticana dello stesso. 
Nel 1936 l'opera fu spezzata in due pezzi durante la guerra civile spagnola e di conseguenza fu fissata con una dorsale in ferro (che ora compare sul retro del dipinto). Dopo il trasferimento alla Casa de Pilatos a Siviglia nel 1940, è stato oggetto di un meticoloso e rigoroso restauro da parte dell'officina del Museo del Prado tra il 1988 e il 1991, dove ora risiede.

## Descrizione
L'opera è stata dipinta ad olio su pietra, soprattutto ardesia. Il piatto ha uno spessore di circa 3 centimetri e pesa 103 chilogrammi.
La conseguenza dell'aver scelto la pietra come supporto dell'opera è che il suo aspetto è notevolmente scuro, tanto che difficilmente si vedono i personaggi che fiancheggiano la Vergine, Maria Maddalena e forse San Giovanni. Ciò è dovuto alla capacità assorbente dei pori dell'ardesia, che implicava la notevole trasparenza delle pennellate e la necessità di un'abbondanza di vernice per mostrare una certa opacità.
Una copia del dipinto si trova nel Museo di belle arti di Budapest, per mano di un seguace del pittore Juan Vicente Macip.